# Camp du Castel
Le camp du Castel est un site archéologique de l'Âge du bronze final situé sur le territoire de la commune française de Flamanville, dans le département de la Manche, en Normandie. Il est inscrit au titre des monuments historiques depuis 1987.

## Localisation
Le camp du Castel est situé au sommet des falaises qui dominent la mer en bordure du batholite de Flamanville, dans le département français de la Manche. Il est installé sur un vaste promontoire orienté sud-nord, isolé par deux petits vallons.

## Description
Le camp présente un ancien rempart de terre affaissé comportant en son centre un réseau de pièces de bois carbonisées,.

## Datation
Les vestiges de céramiques recueillis sont caractéristiques de l'Âge du bronze final (de 900 à 800 av. J.-C.).

## Protection aux monuments historiques
Le camp est inscrit au titre des monuments historiques par arrêté du 23 décembre 1987.